# Teognide (tiranno)
Teognide (in greco antico: Θέογνις?, Théoghnis; Atene, V secolo a.C. – ...) è stato un poeta ateniese e un membro dei trenta tiranni di Atene (Senofonte, Elleniche, II, 3, 2).

## Biografia
L'attribuzione del poeta Teognide, al tiranno citato nel solo Senofonte, non è sicura, ma, secondo il lessicografo Smith è la più probabile. Contemporaneo di Aristofane, la sua poesia è conosciuta grazie ad alcune menzioni dello stesso Aristofane (Acarnesi, 11 e 138; Thesmophoriazousai, 170), che sottolinea la particolare freddezza delle sue composizioni (cosa che gli valse il soprannome di "Chio", Χιών). Dalla Suda appare chiaro che la sua poesia era conosciuta al tempo, tanto da avergli fatto vincere il terzo posto in una competizione con Euripide e Nicomaco (s. v. Νικόμαχος).
Dal 425 a.C. al 411 a.C. si esibì nelle proprie tragedie; infine, nel 404 a.C., partecipò alla vita pubblica divenendo tiranno.